# Есон
Есо́н, Айсон (грец. Aison) — в давньогрецькій міфології — цар Іолка, зведений брат  Пелія. Був позбавлений престолу, батько Ясона.
Батьком Есона був Кретей, а матір'ю — Тіро. Есон був старшим сином у родині, його братами були Ферет і Аміфаон. Його дружина — Полімеда (або Амфінома; або Алкімеда), діти Ясон і Промах.
Учасник битви кентаврів з лапіфами. Жив в одному з міст Магнесії. Його ім'ям названо місто Есон у Фессалії.
Коли аргонавти відпливли, Пелій вирішив убити Есона. Той наклав на себе руки, випивши бичачої крові під час жертвопринесення